# Горки (Абатский район)
Горки — деревня в Абатском районе Тюменской области России. Входит в состав Банниковского сельского поселения.

## География
Деревня находится в юго-восточной части Тюменской области, в лесостепной зоне, в пределах Ишимской равнины, на левом берегу реки Балаир (приток Ишима), на расстоянии примерно 18 километров (по прямой) к юго-западу от села Абатское, административного центра района. Абсолютная высота — 73 метра над уровнем моря.

### Часовой пояс
Горки, как и вся Тюменская область, находится в часовой зоне МСК+2. Смещение применяемого времени относительно UTC составляет +5:00.

## Население
| 1989 | 2002 | 2010 |
| ---- | ---- | ---- |
| 118  | ↗144 | ↘125 |

Гендерный состав
По данным Всероссийской переписи населения 2010 года в гендерной структуре населения мужчины составляли 52,8 %, женщины — соответственно также 47,2 %.
Национальный состав
Согласно результатам переписи 2002 года, в национальной структуре населения русские составляли 95 % из 144 чел.

## Улицы
Уличная сеть деревни состоит из трёх улиц.